# Edurne Cenarruzabeitia Sagarminaga
Edurne Cenarruzabeitia Sagarminaga (Bilbao, 9 de enero de 1947) es una bióloga y farmacóloga española; catedrática emérita de Farmacología.

## Biografía
Nacida en Bilbao. Las clases de una de las profesoras del colegio donde estudiaba en la capital vizcaína, la hermana Margarita Lasaga le hizo continuar sus estudios universitarios en Biología. Por ello, a los diecisiete años se trasladó a Pamplona para realizar la carrera de Ciencias Biológicas en la Universidad de Navarra.
En 1969 se licenció en Biológicas. Un año después se casó con el médico José Varo. El matrimonio tuvo dos hijosː Nerea (1971), farmacéutica, y José Javier (1974), médico. Entre ambos nacimientos, defendió la tesis en la facultad de Ciencias (1973) y comenzó su actividad docente. 
El catedrático Jesús Larralde le animó a estudiar Farmacia. Al no poder cursar esta carrera en la misma Universidad en la que impartía docencia, se matriculó en la Universidad de Sevilla. Al concluir la licenciatura de Farmacia, ya era catedrática en Fisiología (1981). Ha podido compatibilizar su labor docente con su actividad investigadora. Entre 1994 y 2004 fue decana de la Facultad de Farmacia. Se dedicó a la Farmacología para adaptarse a las necesidades de dicha Facultad.

## Líneas de investigación
Sus principales líneas de investigación se centran enː
- Antagonistas de receptores de CCK en trastornos neuropsiquiátricos.
- Neuroprotección por neuropéptidos y peptidomiméticos.
- Hepatotoxicidad y drogas de abuso.[1]

Es miembro de la Real Academia Nacional de Farmacia (2001)